# Test de Levene
En statistique, le Test de Levene est une statistique déductive utilisée pour évaluer l'égalité de variance pour une variable calculée pour deux groupes ou plus.
Certaines procédures statistiques courantes supposent que les variances des populations à partir desquelles différents échantillons sont prélevés sont égales. Le test de Levene évalue cette hypothèse. Il teste l'hypothèse nulle que les variances de population sont égales (appelées « homogénéité de la variance » ou homoscédasticité). Si la valeur p résultante du test de Levene est inférieure à un niveau de signification (typiquement 0,05), il est peu probable que les différences obtenues dans les variances d'échantillon se soient produites sur la base d'un échantillonnage aléatoire d'une population à variances égales. Ainsi, l'hypothèse nulle d'égale variance est rejetée et il est conclu qu'il existe une différence entre les variances dans la population.